# Élection présidentielle colombienne de 1864
L'élection présidentielle colombienne de 1864, est la première à être organisée sous le régime des États-Unis de Colombie en avril 1864 pour élire le nouveau président. Ce dernier est élu par les représentants de chaque État fédéral. L'élection est remportée par Manuel Murillo Toro.

## Contexte
En 1861, le général Tomás Cipriano de Mosquera  déclare la sécession de l'État souverain du Cauca, le plus vaste des États fédérés, et la guerre au gouvernement de la Confédération grenadine afin d'augmenter le pouvoir du Cauca au sein de la confédération. Le 18 juillet 1861, Mosquera prend Bogota et se déclare président provisoire. L'un de ses premiers actes est de renommer le pays en États-Unis de Nouvelle-Grenade (espagnol : Estados Unidos de Nueva Granada), nom abandonné en novembre de la même année pour celui d'États-Unis de Colombie (espagnol : Estados Unidos de Colombia).
À partir du 4 février 1863 se réunit la convention de Rionegro. Il en résulte une nouvelle constitution qui entérine le changement de nom du pays et redéfinit la répartition des pouvoirs entre le gouvernement central et les États fédérés au profit de ces derniers (cf. infra). La diminution du pouvoir central entraînera de nombreux heurts entre les États fédérés, certains dégénérant en guerre civile (notamment en 1876-1877).
La constitution de Rionegro modifie sensiblement la répartition des pouvoirs qui prévalait jusque-là dans la Confédération grenadine.
L'exécutif est représenté par un président élu pour deux ans non renouvelables flanqué de sept secrétaires d'État. Le Congrès est composé des représentants (un représentant pour 50 000 habitants) et des sénateurs (3 par département). Le pouvoir judiciaire est exercé par la cour suprême fédérale et les autres cours et tribunaux.

## Système électoral
Selon la constitution de 1863, le président des États-Unis de Colombie est élu pour un mandat de deux ans par les représentants des 9 États. Le candidat qui obtient le plus d'États est déclaré élu.

## Résultats

### Résultats officiels
| Candidats | Candidats                  | Candidats | États obtenus | %    |
| --------- | -------------------------- | --------- | ------------- | ---- |
|           | Manuel Murillo Toro        | Libéral   | 6             | 66,6 |
|           | Santos Gutiérrez           | Radical   | 2             | 33,3 |
|           | Tomás Cipriano de Mosquera | Modéré    | 1             | 11,1 |
| Total     | Total                      | Total     | 9             | 100  |

### Résultats détaillés
| États                          | Candidat soutenu           |
| ------------------------------ | -------------------------- |
| État souverain de Bolívar      | Manuel Murillo Toro        |
| État souverain de Magdalena    | Manuel Murillo Toro        |
| État souverain du Panama       | Manuel Murillo Toro        |
| État souverain de Cundinamarca | Manuel Murillo Toro        |
| État souverain de Santander    | Manuel Murillo Toro        |
| État souverain d'Antioquia     | Manuel Murillo Toro        |
| État souverain de Boyacá       | Santos Gutiérrez           |
| État souverain de Tolima       | Santos Gutiérrez           |
| État souverain de Cauca        | Tomás Cipriano de Mosquera |

## Conséquences
Ayant obtenu le soutien de la majorité des 9 États souverains, le libéral Manuel Murillo Toro est déclaré vainqueur, devenant ainsi le premier président des États-Unis de Colombie élu.